# تپه لیلان‌دوست ۲
تپه لیلان‌دوست ۲ مربوط به دوره اشکانیان - دوره ساسانیان است و در شهرستان ملکان، بخش لیلان، ۱ کیلومتری ضلع جنوب غربی شهر لیلان واقع شده و این اثر در تاریخ ۲۷ اسفند ۱۳۸۶ با شمارهٔ ثبت ۲۲۵۶۹ به‌عنوان یکی از آثار ملی ایران به ثبت رسیده است.